# Perawang Barat
Perawang Barat is een bestuurslaag in het regentschap Siak van de provincie Riau, Indonesië. Perawang Barat telt 20.530 inwoners (volkstelling 2010).